# Dai Si
Mukedaisi Kuerban  (uigur: مۇكدەپ قۇربان,  chinês simplificado: 穆克代斯·库尔班) é o nome de nascimento da atriz chinesa, descendente de uigures, popularmente conhecida como Dai Si (chinês simplificado: 代 斯), também atendendo pelo nome ocidental de Daisy Dai. Nascida em 14 de agosto de 1991, em Ürümqi, Sinquião, na China, a atriz ficou reconhecida por seu papel como a gentil Princesa Yan Zhi, na série Amor Eterno.

## Biografia
Dai Si descende do grupo étnico Uigures.
Em julho de 2019, foi revelado que Dai Si estava namorando com o ator chinês Wayne Liu, com quem havia contracenado na série Amor Eterno. O relacionamento terminou em outubro do mesmo ano.

## Carreira
Dai Si faz parte do casting da Jiaxing Media, conhecido como "Jay Walk Studio".
Em janeiro de 2017, ela se juntou ao elenco da popular série Amor Eterno, onde interpretou Yan Zhi, a jovem e gentil princesa da tribo demoníaca, adorada irmã mais nova de Li Jing (Vin Zhang) e Li Yuan (Du Junze), que acaba se apaixonando por Zi Lan (Wayne Liu).
Em agosto do mesmo ano, ela se juntou ao elenco recorrente da série Xuan-Yuan Sword: Han Cloud, onde interpretou Duan Meng, a fria e retraída chefe  da facção Flying (Fei), que empunha espadas duplas e é especialista em assassinato, que decide se juntar ao "Flying Feathers" em busca da verdade, depois que seu pai adotivo foi acusado de traição.
Em março de 2018, a atriz se junta ao elenco da série The Flame's Daughter, onde dá vida a Dao Liexiang, uma jovem gentil e bondosa da cidade de Wu Dao, que defende a justiça e é apaixonada por Lei Jinghong (Zhang He).
Em 13 de abril de 2019, Dai Si se junta ao elenco da série In Youth (também conhecida como "While We Are Still Young"), onde interpretou Li Yangyang  onde mais uma vez contracena com Wayne Liu e Maggie Huang, com quem havia trabalhado em Amor Eterno.
Em 2020, ela intregra o elenco  da série Olho da Tempestade, junto a Yang Mi e Vin Zhang.

## Filmografia

### Série de Televisão
| Ano  | Qualificação               | Personagem       | Notas               |
| ---- | -------------------------- | ---------------- | ------------------- |
| 2017 | Amor Eterno                | Princesa Yan Zhi | [ 4 ] [ 14 ] [ 15 ] |
| 2017 | Xuan-Yuan Sword: Han Cloud | Duan Meng        | [ 4 ]               |
| 2017 | Detetive Dee               | Jia Ma Li        | [ 4 ]               |
| 2018 | A filha do Fogo            | Dao Liexiang     | [ 8 ]               |
| 2019 | In Youth                   | Li Yangyang      | [ 4 ]               |
| 2021 | Olho da Tempestade         | Miao Fei         | [ 14 ] [ 16 ]       |
| 2021 | Qing Luo                   | Jin Liu Li       | [ 17 ]              |